# Сигнуманистика
Сигнуманистика (от лат. signum — знак и manus — рука) — термин обозначающий вид коллекционирования, посвящённый собиранию эмблем и идентификационных надписей, предназначенных для ношения на одежде, головных уборах или снаряжении и выполненных из текстильных или эластичных полимерных материалов. Текстильные версии квалификационных и иных металлических знаков, логотипы производителей одежды и снаряжения, информационные этикетки и декоративные элементы, а также нашивки, представляющие собой сигнализирующую (например, светоотражающую) поверхность не могут подпадать под данную коллекционную дисциплину.
Часто встречается упрощённое определение: сигнуманистика — это коллекционирование нашивок и шевронов.

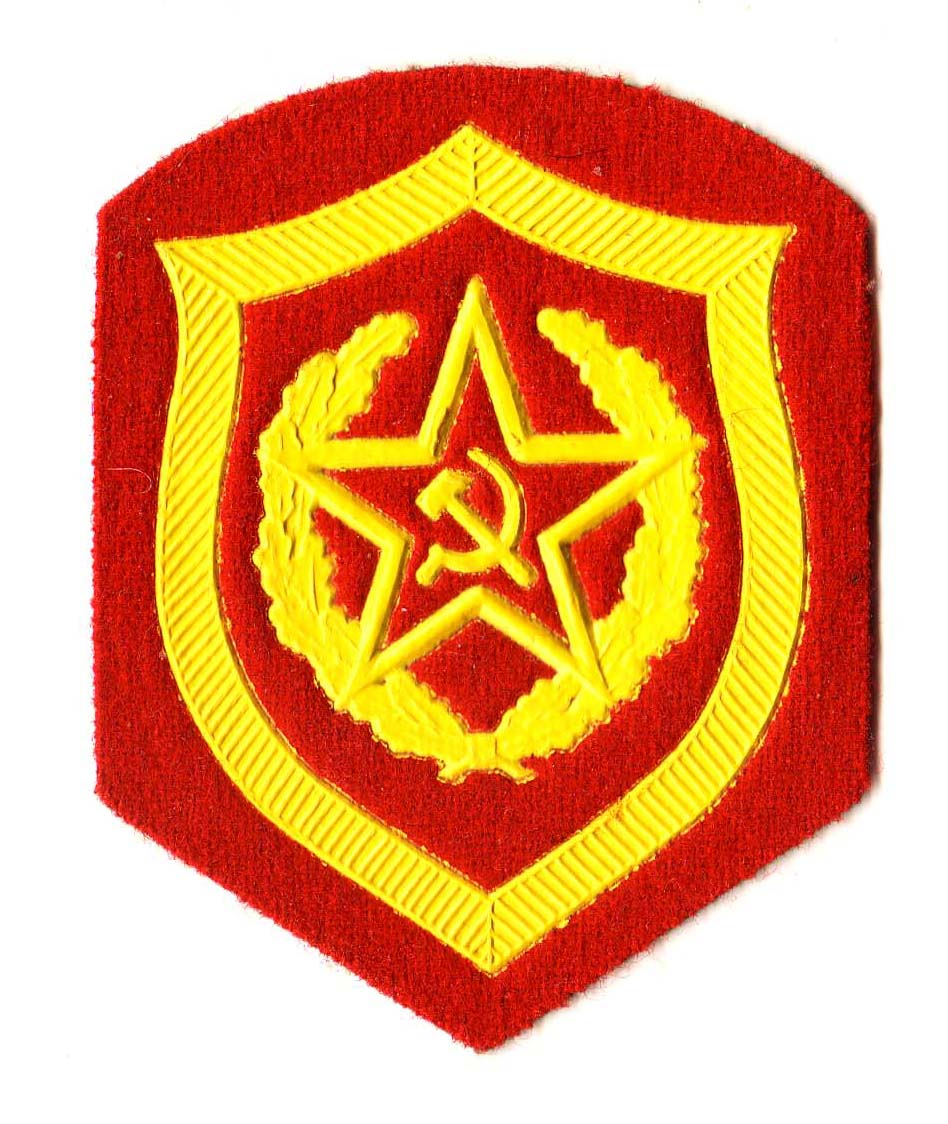
Нарукавный знак мотострелковых войск СССР, 1969 год

## Проблематика терминологии
Термин Сигнуманистика получил распространение на территории бывшего Советского Союза и Восточной Европы. Данный термин часто позиционируется, как некая научная дисциплина. В случае, если нашивка является частью униформы, то изучением таких нашивок занимается прикладная историческая наука униформология. В любом другом случае нашивки не могут относиться к какой-либо науке. В отдельных случаях, они могут быть объектом культурологического исследования.
В России форменные нарукавные нашивки появились достаточно давно, но при этом практика и культура (традиции и преемственность) их использования за это время не была развита. Законодателем мод по производству, разработке, использованию и коллекционированию нашивок являются США. В США существует всего два термина, которые относятся к данному вопросу. Первый термин — это «Patch» (англ. Нашивка, а дословно с англ. Заплатка), второй — «Service Stripe» (англ. Служебная полоска). Причём нашивка (Patch) подразумевает под собой изделие в виде эмблемы, выполненное исключительно без применения металла. Любые металлические эмблемы и знаки по англоязычной терминологии — «Badges», a знаки различия по званию — «Insignia» («Rank Insignia»).

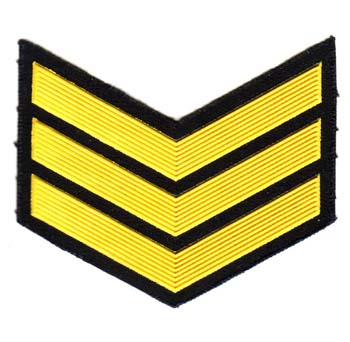
Нарукавный шеврон

За нарукавными нашивками-эмблемами на постсоветском пространстве закрепился некорректный термин «шеврон». Настоящий шеврон в свою очередь — это не что иное, как «угольник» или «галка» (V).

## Классификация нашивок
Нашивки бывают нарукавные, нагрудные и наспинные, а также нашивки для головных уборов. Редко встречаются нашивки для ношения на штанине. Нашивки можно разделить на форменные — для ношения на униформе государственных структур; сервисные или корпоративные — для ношения на корпоративной одежде; спортивные — для ношения на спортивной форме; неформальные; рекламные или сувенирные.

### Форменные
Форменные нашивки предназначены для ношения на униформе, специальной форме одежды и снаряжении сотрудников военизированных структур, оперативных служб и униформированных ведомственных подразделений. К таким нашивкам относятся нашивки армии, полиции, пожарной охраны и др. военизированных служб, униформированных подразделений различных министерств и ведомств. Форменные нашивки делятся на нашивки по принадлежности к ведомству, нашивки по принадлежности к структурному подразделению ведомства и личные идентификационные нашивки. Отдельной категорией форменных нашивок являются лычки и шевроны — знаки различия по званию, по выслуге лет, продолжительности обучения и т. п.

### Сервисные и корпоративные
Сервисные и корпоративные нашивки предназначены для ношения на корпоративной одежде согласно с «Dress Code». К таким нашивках относятся нашивки на рабочей спецодежде; корпоративных куртках, рубашках и футболках; нашивки на форме сотрудников частных охранных предприятий и служб инкассации; форме учебных заведений (школ, колледжей, университетов и т. д.); общественных организаций или политических партий и т. д.

### Спортивные

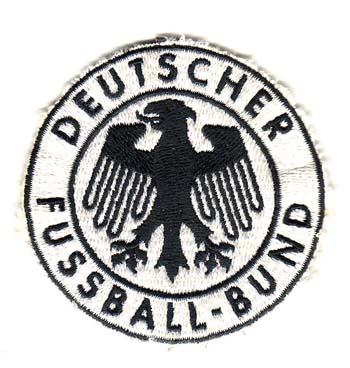
Нашивка национальной сборной команды Германии по футболу

Спортивные нашивки предназначены для ношения на спортивной форме и спортивном снаряжении, и предназначены для демонстрации принадлежности к спортивной команде, клубу или обществу.

### Неформальные

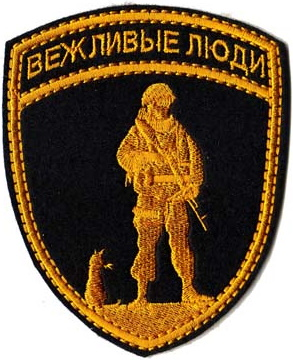
Нашивка «Вежливые люди» — российский пример нашивок категории «morale patch»

Неформальные нашивки служат для демонстрации принадлежности их носителя к неформальным объединениям или течениям, могут нести тематическую декоративную функцию. Особая категория неформальных нашивок «Morale Patch» (нашивки содержащие лозунги, расхожие выражения, юмористические сюжеты и т.д).

### Рекламные и сувенирные
Рекламные и сувенирные нашивки близки к сервисным и корпоративным, но не предназначены для постоянного ношения согласно «Dress Code», несут рекламную информацию или приурочены к определённому событию.